# تابولمانت (أوسيكيس)
تابولمانت هو دُوَّار يقع بجماعة مسمرير، إقليم تنغير، جهة درعة تافيلالت في المملكة المغربية. ينتمي الدوّار لمشيخة أوسيكيس التي تضم 8 دواوير. يقدر عدد سكانه بـ 330 نسمة حسب الإحصاء الرسمي للسكان والسكنى لسنة 2004.

## روابط خارجية
- البوابة الوطنية للجماعات الترابية نسخة محفوظة 12 مارس 2018 على موقع واي باك مشين.
- المندوبية السامية للتخطيط